# Novozelandska košarkaška reprezentacija

## Nastupi na velikim natjecanjima

### Olimpijske igre
- 2000.: 11. mjesto
- 2004.: 10. mjesto

### Svjetska prvenstva
- 1986.: 21. mjesto
- 2002.: 4. mjesto
- 2006.: 16. mjesto
- 2010.: 12. mjesto
- 2014.: 15. mjesto

### Oceanijska prvenstva
- 1971.:  srebro
- 1975.:  srebro
- 1978.:  srebro
- 1979.:  srebro
- 1981.:  srebro
- 1983.:  srebro
- 1985.:  srebro
- 1987.:  srebro
- 1989.:  srebro
- 1991.:  srebro
- 1993.:  srebro
- 1995.:  srebro
- 1997.:  srebro
- 1999.:  zlato
- 2001.:  zlato
- 2003.:  srebro
- 2005.:  srebro
- 2007.:  srebro
- 2009.:  zlato
- 2011.:  srebro
- 2013.:  srebro

## Trenutačna momčad
(sastav na SP 2010.)
| Ime i prezime      | Klub                 |
| ------------------ | -------------------- |
| Lindsay Tait       | Wellington Saints    |
| Michael Fitchett   | Nelson Giants        |
| Kirk Penney        | New Zealand Breakers |
| Mika Vukona        | New Zealand Breakers |
| Phill Jones        | Cairns Taipans       |
| Jeremy Kench       | Christchurch Cougars |
| Benny Anthony      | New Zealand Breakers |
| Pero Cameron       | Wellington Saints    |
| Thomas Abercrombie | New Zealand Breakers |
| Casey Frank        | Wellington Saints    |
| Craig Bradshaw     | VEF Riga             |
| Alex Pledger       | New Zealand Breakers |
| Nenad Vučinić      | /                    |